# Santiago de Andamarca
Santiago de Andamarca es una población y municipio de Bolivia, capital de la provincia de Sud Carangas del departamento de Oruro.
Es denominada como la Capital Nativa de los usos costumbres y tradiciones.

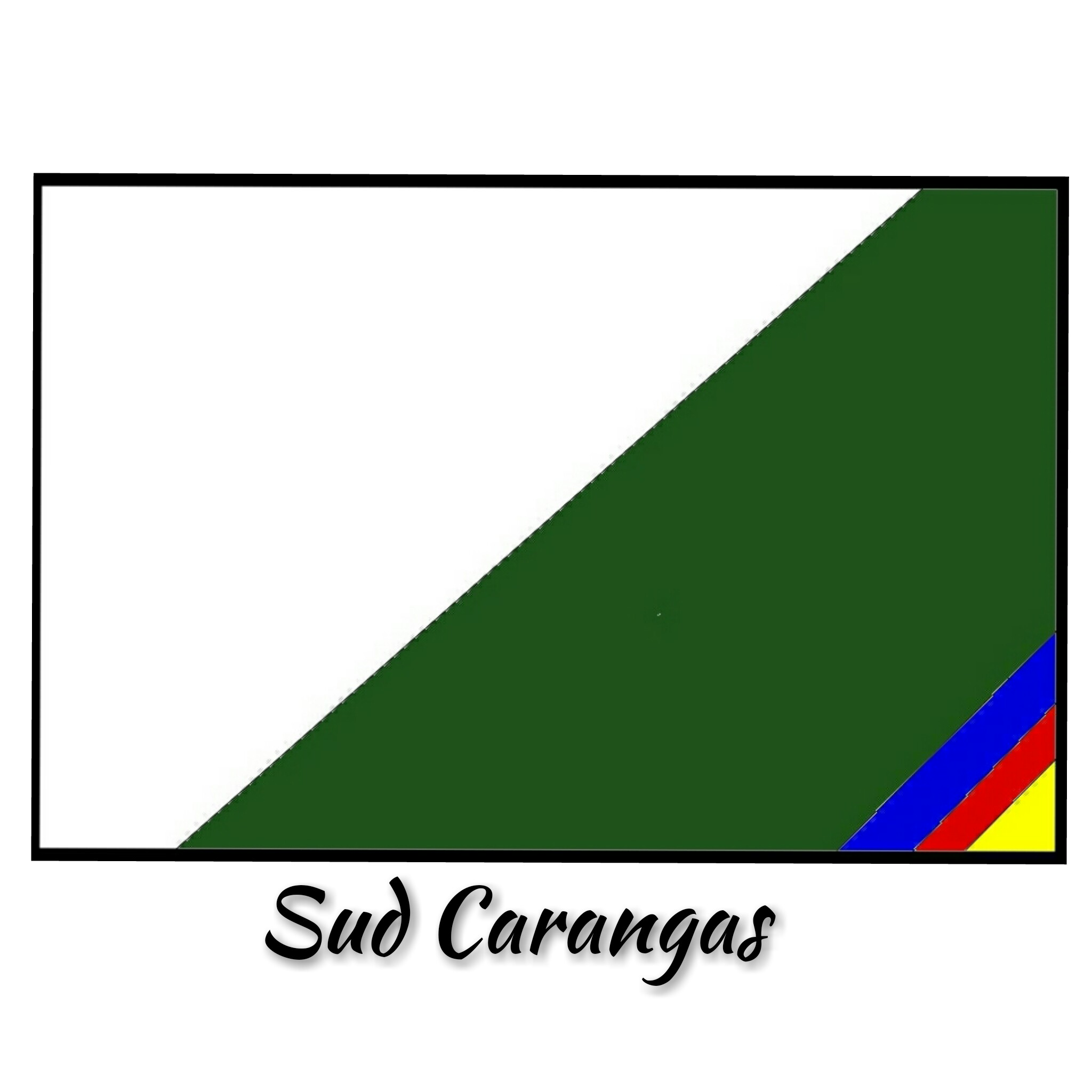
Bandera de Sud Carangas

La temperatura del municipio es variada, con una temperatura promedio anual de 8.5 °C.
El río más importante del municipio es el río Laca Jahuira.

## Demografía
De acuerdo con el censo boliviano de 2024, la población del municipio de Santiago de Andamarca es de 6 300 habitantes.
La población del municipio aumentó más del doble entre 1992 y 2024:
| Año  | Habitantes (municipio) | Fuente |
| ---- | ---------------------- | ------ |
| 1992 | 3 005                  | Censo  |
| 2001 | 4 588                  | Censo  |
| 2012 | 5 215                  | Censo  |
| 2024 | 6 300                  | Censo  |

## Organización administrativa
La localidad de Santiago de Andamarca es el centro urbano, organizativo, político y administrativo del municipio. El municipio está dividido en tres distritos: Andamarca, Eduardo Avaroa y Orinoca. Santiago de Andamarca fue designada como capital de provincia por Ley de 31 de marzo de 1980 al crearse la provincia, durante el gobierno de Lydia Gueiler Tejada.
Santiago de Andamarca se creó como capital municipal, con los siguientes cantones:
- Orinoca
- Belén de Andamarca
- Eduardo Avaroa
- Cruz de Huayllamarca
- Real Machacamarca
- Calama

Según su creación, Santiago de Andamarca cuenta con siete ayllus, con dos parcialidades: Aransaya (arriba) y Urinsaya (abajo).
Las comunidades son:
- Yuruna,
- Parcomarca,
- Pocorcollo,
- Rosapata o Rosa Pata,
- Bolívar,
- Canalcollo o Canal Collo
- Calacala.

Desde el año 2009 se ha estructurado de diferente manera.
La denominación "marka Andamarca" corresponde a la nomenclatura indígena originaria, como parte del Suyu Jach'a Karangas.

## Economía
La población del municipio se dedica principalmente a la ganadería, con la cría de llamas y ovejas. La agricultura es otra actividad importante que realizan los comunarios, con cultivos como 
papa, 
quinua, 
cebada, 
haba, 
zanahoria y
cebolla,
que es destinada al consumo doméstico, a la reposición de semilla y a la comercialización.
Otro sector de la población se dedica a la explotación de piedra caliza, la misma que es realizada de forma manual y en pequeña escala, los ingresos económicos que obtienen por esta actividad no son significativos.

## Festividades y turismo
- 1 de enero cambio de autoridades
- 24 de enero, Domingo de Ramos
- 24 de julio
- 4 de octubre
- 2 de noviembre.

Andamarca tiene la torre más alta en el altiplano boliviano. Algunos de sus atractivos incluyen: Arenales de Rosapata, Titapura, Pocorcollo, Museo de Andamarca, Chullpares, Museo de la Revolución Democrática y Cultural, Mina de Chuchulaya. Belén de Andamarca Agua Vertiente y circuito del lago Poopó.

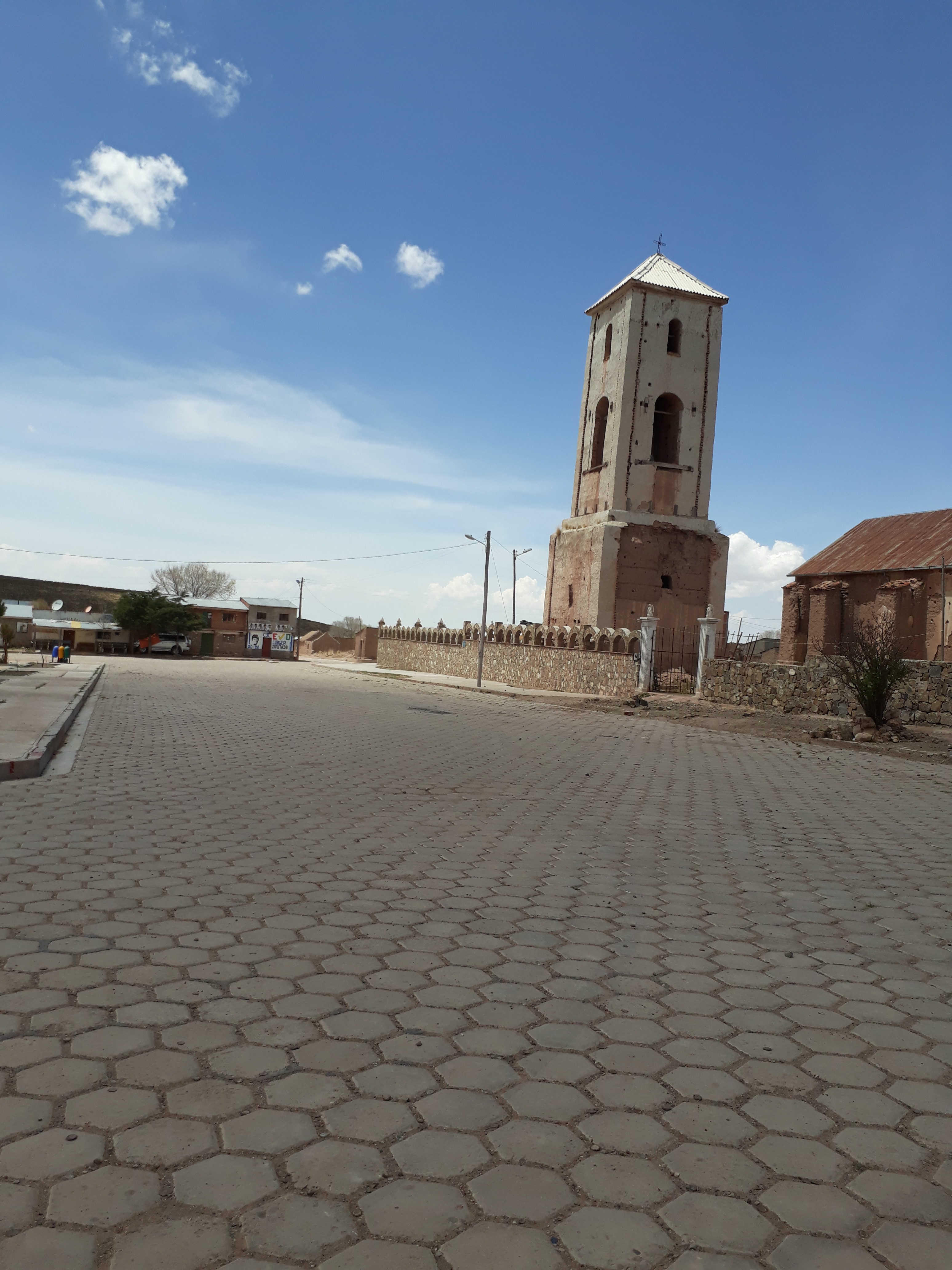
Santiago de Andamarca